# Varón de dolores

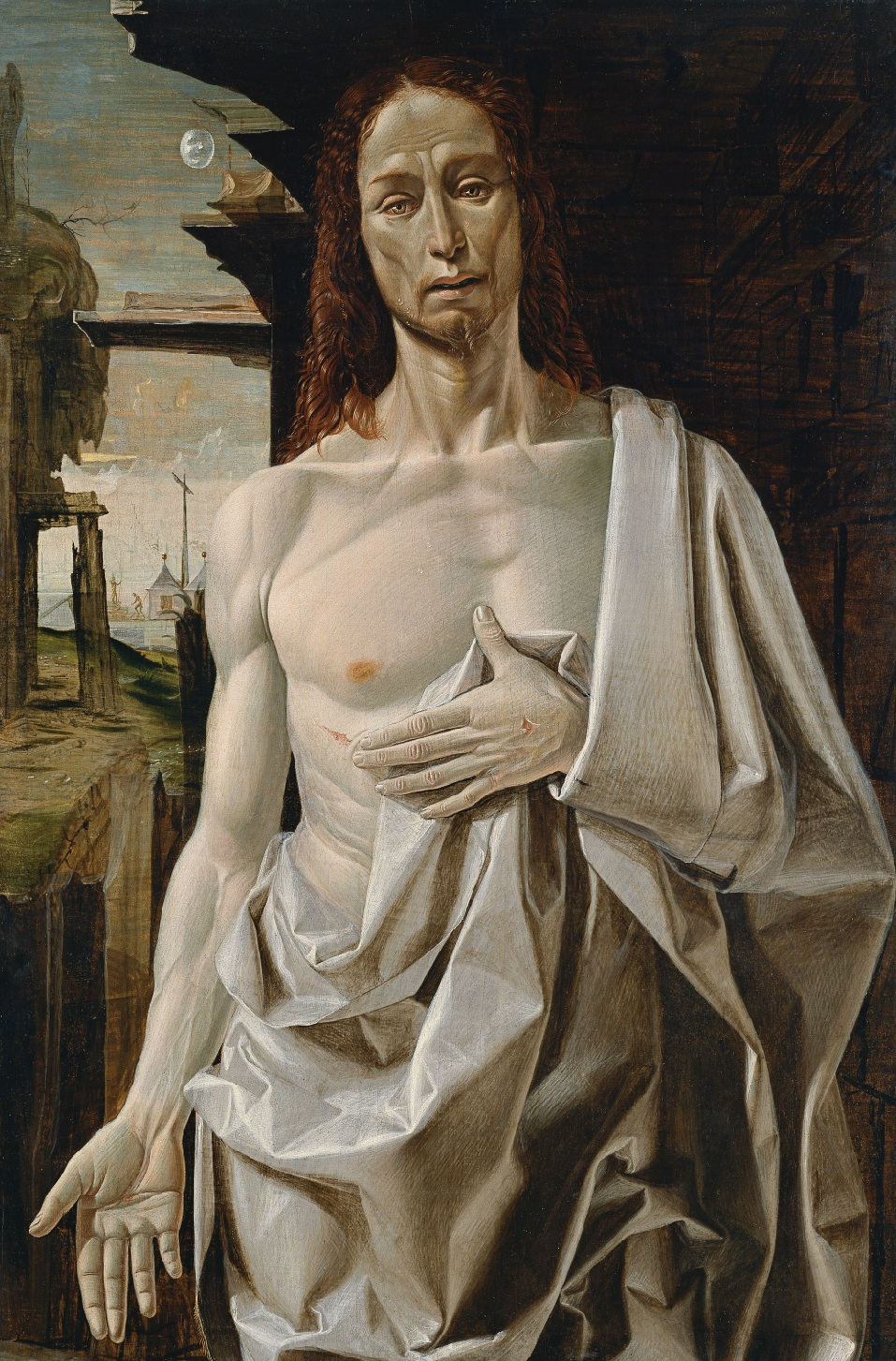
Vir dolorum, de Bramantino.

Varón de dolores o Vir dolorum es una denominación bíblica de un personaje que se considera prefiguración del Mesías, tal como es presentado en los Cantos del Siervo del profeta Isaías, y de modo especial en el siguiente versículo: 

Despreciado y desechado entre los hombres, varón de dolores, experimentado en quebranto; y como que escondimos de él el rostro, fue menospreciado, y no lo estimamos.
Isaías 53:3

Son muy habituales en el arte cristiano las representaciones de Cristo como varón de dolores, especialmente en el arte alemán, donde se convirtió un popular tema de Andachtsbilder (imágenes devocionales). No sólo se limita a las artes visuales, sino que el tema se ha tratado también en música (el texto es utilizado en El Mesías de Haendel).
Las dos versiones del Varón de dolores que consiguieron mayor popularidad en la Baja Edad Media fueron el Cristo de la Piedad (Imago pietatis) de la Misa de San Gregorio y el Cristo de las Cinco Llagas.
En la iconografía de Cristo como Varón de dolores existen diversos tipos: con los brazos cruzados, mostrando la herida del costado, e incluso recogiendo en un cáliz su propia sangre (la Santa Sangre, Sangre de Cristo o Preciosísima Sangre, advocación que ha dado origen a todo tipo de instituciones -hospitales, cofradías, etc.-). Es habitual que aparezca junto a las Arma Christi (los instrumentos de la Pasión) y rodeado o sostenido por ángeles. 
En el arte contemporáneo el tema siguió representándose. Una de las versiones más influyentes con ese título (en inglés Man of Sorrows) es la del prerrafaelita William Dyce, que representa a Cristo meditando durante los cuarenta días de ayuno en el desierto.
Existen otras advocaciones que se refieren a Cristo entre la Pasión y la Resurrección y que pueden compararse al Vir dolorum, aunque son distintas, y se conocen con el nombre de Cristo doliente, Cristo del dolor o Cristo de la paciencia. Muy peculiar es la denominada Cristo en el lagar o "lagar místico", en la que el vino es la sangre de Cristo que se somete a la prensa de un lagar. Las denominadas Pensive Christ ("Cristo pensativo" en inglés) o Christus im Elend ("Cristo en desgracia", en alemán), son similares a algunas formas de representación del Ecce Homo (sentado, con la cabeza apoyada en una mano). La Misericordia Domini ("misericordia del Señor") muestra a Cristo de pie en su tumba, a veces acompañado de la Virgen María o de otros personajes evangélicos, o santos. Un gran parecido formal al Vir dolorum tienen las representaciones denominadas Cristo muerto sostenido por ángeles, con la diferencia de que Cristo aparezca muerto o vivo.